# Buck's Fizz
El Buck's Fizz es un cóctel tipo Fizz elaborado con dos partes de champán por una parte de jugo de naranja. Es muy similar a la Mimosa, que también contiene champán y jugo de naranja, pero en igual medida. También se pueden utilizar otros vinos espumosos como el cava.

## Visión general
La bebida lleva el nombre del Buck's Club de Londres, donde se inventó como una excusa para comenzar a beber temprano; fue servido por primera vez en 1921 por un barman llamado Malachy McGarry (quien aparece en las obras de P. G. Wodehouse como el barman del Buck's Club y el Drones Club). Tradicionalmente, se hace mezclando dos partes de champán y una parte de jugo de naranja. Algunas recetas antiguas enumeran la granadina como ingrediente adicional, pero la receta de la International Bartenders Association no la incluye. Se dice que la receta original de Buck's Club contiene ingredientes adicionales conocidos solo por los camareros del club.
Cuatro años después, el cóctel mimosa fue inventado en París. También contiene vino espumoso y jugo de naranja, pero en igual medida.
En el Reino Unido, es una bebida típica para el desayuno de Navidad (25 de diciembre). El Buck's Fizz se sirve ocasionalmente en bodas como una alternativa menos alcohólica al champán, sin embargo, esta práctica es poco común hoy en día.
En 1981, el nombre fue adoptado por un grupo de pop británico, Bucks Fizz, que ganó un título de Eurovisión.